# Гросраминг
Гросраминг (нем. Großraming) — коммуна (нем. Gemeinde) в Австрии, в федеральной земле Верхняя Австрия. 
Входит в состав округа Штайр.  Население составляет 2725 человек (на 31 декабря 2005 года). Занимает площадь 108 км². Официальный код  —  41507.

## Политическая ситуация
Бургомистр коммуны — Леопольд Йозеф Бюршер (АНП) по результатам выборов 2003 года.
Совет представителей коммуны (нем. Gemeinderat) состоит из 25 мест.
- АНП занимает 14 мест.
- СДПА занимает 8 мест.
- другие: 2 места.
- АПС занимает 1 место.